# Valley Loop Trail
Le Valley Loop Trail est un sentier de randonnée américain dans le comté de Mariposa, en Californie. Il parcourt le fond de la vallée de Yosemite, dans le parc national de Yosemite. C'est une propriété contributrice au district historique dit « Yosemite Valley », lequel est inscrit au Registre national des lieux historiques depuis le 14 décembre 2006.